# Figarola Grande
Figarola Grande (in croato Figarola) è un isolotto disabitato della Croazia, situato lungo la costa occidentale dell'Istria, a sud del canale di Leme.
Amministrativamente appartiene alla città di Rovigno, nella regione istriana.

## Geografia
Figarola Grande si trova a nordovest dell'ingresso della baia di Val di Bora (uvala Valdebora) e, nell'area compresa tra punta Figarola (rt Barabiga) a nord e punta della Mouccia o punta Muccia (rt Muća) a est, crea un punto d'ancoraggio riparato.  Nel punto più ravvicinato dista 425 m dalla terraferma (punta Figarola) e poco meno di 80 m da Figarola Piccola.
Figarola Grande è un isolotto dalla forma a goccia, leggermente arcuato e con la parte più ampia rivolta a sud, che misura 300 m di lunghezza e 140 m di larghezza massima. Ha una superficie di 0,0285 km² e uno sviluppo costiero di 0,751 km. Al centro, raggiunge un'elevazione massima di 14,3 m s.l.m.

### Isole adiacenti
- Figarola Piccola (Figarolica), scoglio situato meno di 100 m a sud.

### Cartografia
- (HR) Mappa topografica della Croazia 1:25000, su preglednik.arkod.hr.